# Lumbrineris adriatica
Lumbrineris adriatica är en ringmaskart som beskrevs av Fauvel 1940. Lumbrineris adriatica ingår i släktet Lumbrineris och familjen Lumbrineridae. Utöver nominatformen finns också underarten L. a. foresti.